# Djurgården
Djurgården és una illa i un parc d'Estocolm a Suècia, situada a l'est de la ciutat. Compta aproximadament amb 800 habitants i té una superfície de 279 hectàrees per a 10.200 metres de ribes.
És un indret molt apreciat pels turistes, doncs, a més de ser un gran parc, reagrupa nombrosos museus, un zoo i un parc d'atraccions. Acull cada any més de deu milions de visitants.

## Història

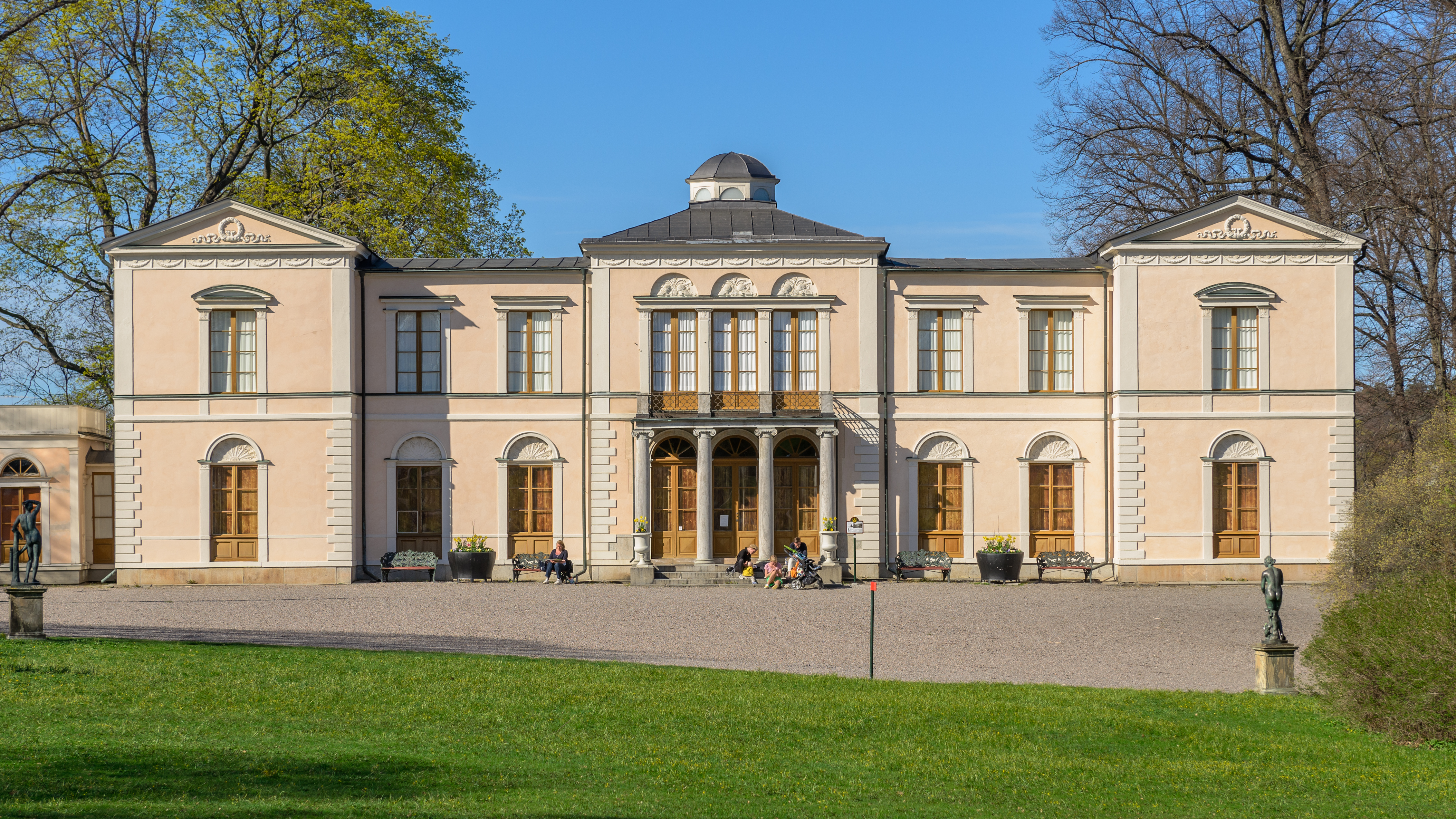
El palau de Rosendal

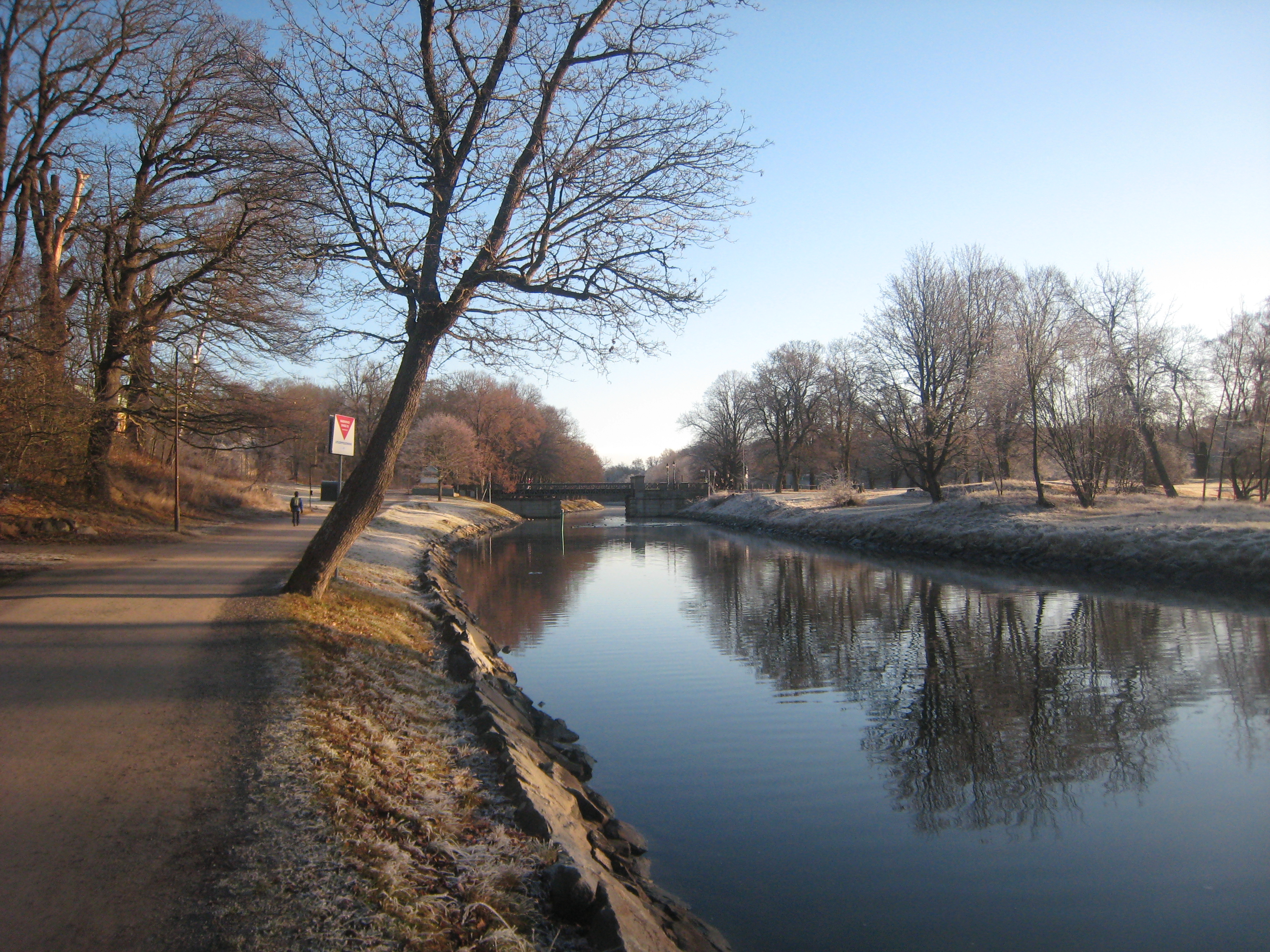
El canal de Djurgårdsbrunn

El nom més antic conegut de l'illa va ser Walmunzø (1286). Al segle xvii, l'illa solia ser anomenada Valdemarsön. El nom actual de l'illa (djur, animal i -gården, parc, jardí) prové del zoològic que el rei Johan III va instal·lar a la zona nord-occidental de l'illa el 1579. Hi havia rens, ants i cérvols. A l'època de Gustau III, Djurgården es va convertir un popular jardí de recreació. Alguns diplomàtics estrangers van construir vil·les en llocs exclusius com Liston Hill i Lower Manila. A la dècada de 1820, l'illa va experimentar un nou impuls quan una època reial quan Carles XIV Joan de Suècia va fer construir el palau de Rosendal.

## Llocs a visitar[5]
- Skansen, un museu a l'aire lliure i un zoo

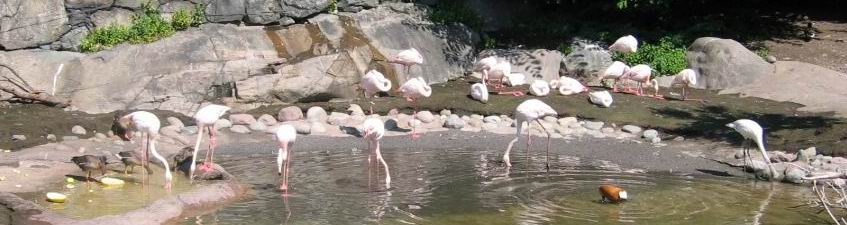
Flamencs al Skansen

- El museu Vasa, dedicat al vaixell Vasa que es va enfonsar al port d'Estocolm el dia de la seva avarada
- Nordiska museet, un museu dedicat a les tradicions i a la cultura sueca
- Gröna Lund, un parc d'atraccions.